# Pecatifilia
La formalmente denominada pecatifilia (del latín peccātum) y el griego φιλοσ, transliterado como filos y que significa “amor”) es una parafilia consistente en la excitación sexual provocada por la realización de un acto que es un pecado o que uno cree que es pecaminoso.
Además del pecado de la lujuria (incluyendo sus variantes de fornicación y sodomía), esta parafilia también podría llegar a incluir en cierta medida a los otros seis pecados capitales (a saber, avaricia, envidia, ira, gula, pereza y soberbia).

## Nota y referencias
1. ↑  Brenda Love, The Encyclopedia of Unusual Sex Practices (“La enciclopedia de las prácticas sexuales’’, 1992